# Teinoptila ingens
Teinoptila ingens là một loài bướm đêm thuộc họ Yponomeutidae. Nó được tìm thấy ở Burundi.